# Throsk
Throsk est un village situé dans le Stirling, en Écosse.